# Caulibugula hainanica
Caulibugula hainanica är en mossdjursart som beskrevs av Liu 1984. Caulibugula hainanica ingår i släktet Caulibugula och familjen Bugulidae. Inga underarter finns listade i Catalogue of Life.